# Колібрі чилійський
Колі́брі чилійський (Eulidia yarrellii) — вид серпокрильцеподібних птахів родини колібрієвих (Trochilidae). Ендемік Чилі. Це єдиний представник монотипового роду Чилійський колібрі (Eulidia). Вид названий на честь англійського зоолога Вільям Яррелл.

## Опис
Чилійський колібрі є найменшим птахом Чилі, його довжина становить 7,5-8 см, а вага 2,3-2,6 г. У самців верхня частина тіла оливково-зелена, блискуча, нижня частина тіла переважно біла. На горлі райдужна фіолетова пляма. Центральні стернові пера дужно короткі, зелені, крайні стернові пера чорнувато-коричневі, більш довгі, вигнуті всередину. Дзьоб короткий, чорний.
У самиць верхня частина тіла також оливково-зелена, однак нижня частина тіла у них блідо-жовтувата, живіт і стегна дещо більш темні. Хвіст короткий, дещо східчастий, центральні стернові пера зелені, крайні стернові пера чорні, біля основи охристі, на кінці білі. Забарвлення молодих птахів є подібне до забарвлення самиць, однак у молодих самців горло плямисте, а крайні стернові пера дещо видовжені.
Чилійські колібрі є дуже схожі на більш поширених перуанських колібрі, з якими вони розділяють ареал. Однак, у самців перуанського колібрі є два помітних видовжених стернових пера, а у самиць цього виду живіт більш білий, а горло більш охристе, ніж у самиць чилійського колібрі. Крім того, на відміну від перуанських колібрі, чилійські колібрі зазвичай літають, направивши хвоста догори, і зазвичай не хитають ним.

## Поширення і екологія
Чилійські колібрі достовірно відомі лише з долин річок Юта, Азапа, Камаронес і Кебрада-де-Вітор в регіоні Аріка-і-Парінакота на крайній півночі Чилі. Існують також історичні свідчення по спостереження цього птаха південніше, в провінції Антофагаста. Можливо, вид також зустрічаються в Перу, оскільки існують непідтвердженні свідчення про спостереження чилійського колібрі в регіонах Такна і Мокеґуа на півдні цієї країни. Чилійські колібрі живуть в чагарникових заростях і садах в річкових долинах в пустелі Атакама. Зустрічаються переважно на висоті від 200 до 750 м над рівнем моря, місцями на висоті до 3000 м над рівнем моря.
Чилійські колібрі живляться нектаром різноманітних квітучих трав'янистих рослин, чагарників, кактусів і дерев, зокрема Inga feulles, Geoffroea decorticans, і Schinus molle, а також нектаром інтродукованих рослин з родів Lantana, Hibiscus і Citrus. Крім того, вони доповнюють свій раціон перетинчастокрилими, рівнокрилими, твердокрилими та іншими комахами, яких ловлять в польоті. Гніздування відбувається у квітні-травні та у серпні-вересні. Гніздо розміщується на дереві, часто на європейській маслині, на висоті 2,3 м над землею.

## Збереження
МСОП класифікує цей вид як такий, що перебуває на межі зникнення. За оцінками дослідників, зроблених у 2017 році, популяція цього виду становить приблизно 316 птахів. Їм загрожує знищення природного середовища, а також можлива гібридизація з перуанськими колібрі.